# Ramal A5 del Ferrocarril Belgrano
El Ramal A5 pertenece al Ferrocarril General Belgrano, Argentina.

## Ubicación
Se halla en las provincias de La Rioja y Catamarca. Atraviesa los departamentos Capital, Arauco y San Blas de los Sauces en La Rioja, y el departamento Tinogasta en Catamarca.

## Características
Es un ramal de la red de vía estrecha del Ferrocarril General Belgrano, cuya extensión es de 205 km entre las cabeceras Cebollar y Tinogasta. Corre paralelamente a la Ruta Nacional 60.

## Historia
El ramal fue propiedad del Ferrocarril Central Norte Argentino. Fue habilitado el 24 de febrero de 1911; cesó sus servicios de pasajeros y de carga en 1977. Gran parte de las vías están levantadas.

## Imágenes

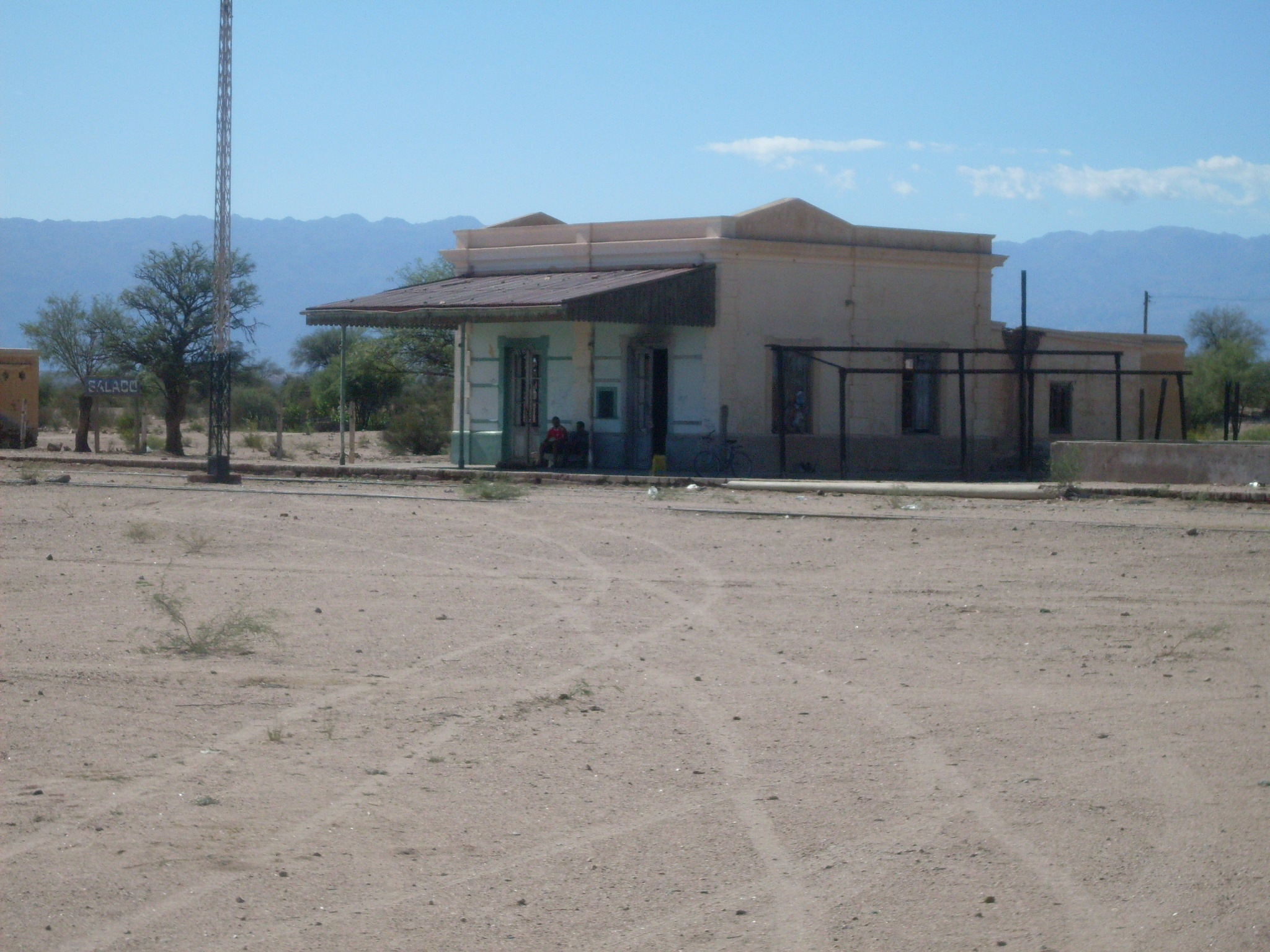
Estación Salado
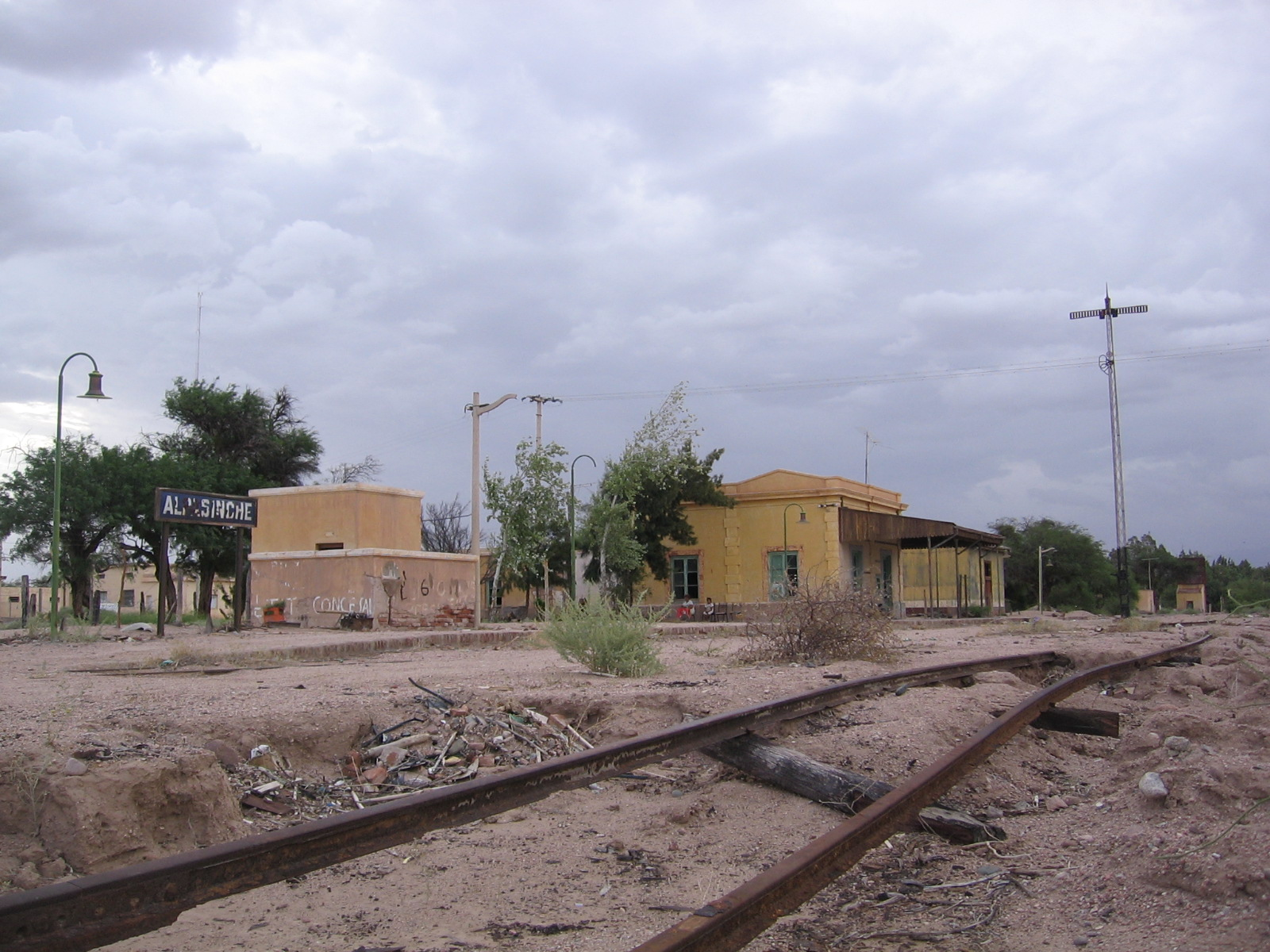
Estación Alpasinche
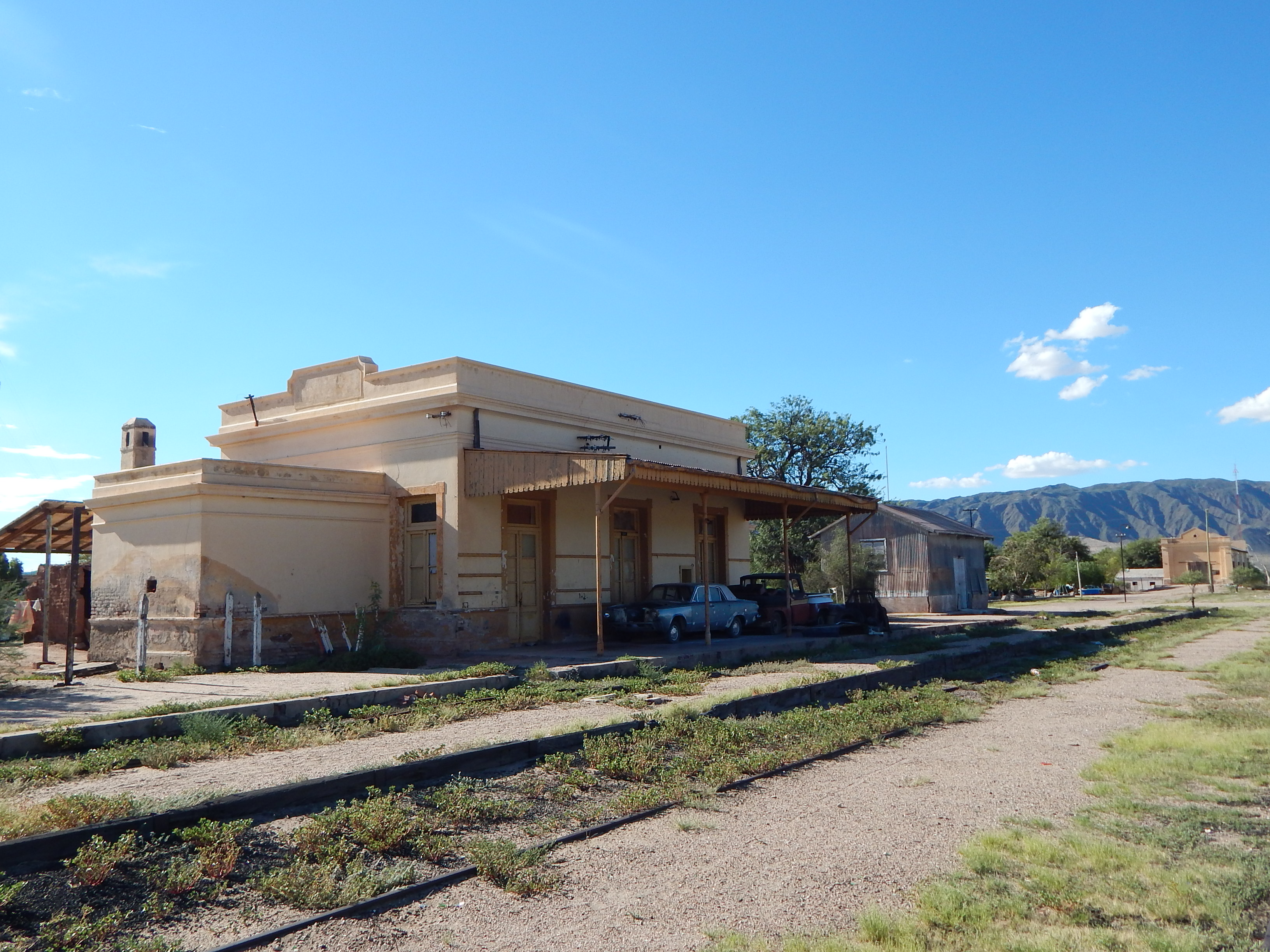
Estación Mazán